# 豊田真奈美
豊田 真奈美（とよた まなみ、1971年3月2日 - ）は、日本の元女子プロレスラー。島根県益田市出身。華やかなルックスでも人気を集めていた。KDエンタテインメント所属。

## 所属
- 全日本女子プロレス（1987年 - 2002年）
- フリーランス（2002年 - 2017年）

## 来歴
1987年
- 8月5日 後楽園ホール大会の中村幸子戦でプロレスデビュー。
- 10月 レスリング全日本選手権女子65kg級優勝。
- 12月頃、日本青年会でファンの集いのようなイベントがあり、同期の三田英津子、下田美馬、山田敏代はソロで1曲ずつ歌っているが、その時豊田は売店の手伝いをしていた。この頃全く期待されていなかった豊田であったが、その悔しさから絶対に出世しようと誓った[2]。

1989年
- 5月6日 横浜アリーナの大舞台で、スイート・ハーツのパートナーである下田と組んで三田・山田の「ドリーム・オルカ」組と対戦。同期の4人がそろい踏みで、第1試合のタッグマッチに出場した。通常は大技が見られない第一試合であるにもかかわらず、豊田は美しいジャーマン・スープレックス・ホールドを山田に決めてフォール勝ち。ビデオ解説陣を驚かせた。
- 12月9日 後楽園ホールでの全日本選手権試合で、王者として山田の挑戦を受ける。豊田はジャーマン・スープレックス・ホールド、タイガー・スープレックス・ホールドで攻め込み、山田もドラゴン・スープレックス・ホールドで応戦するなど大熱戦となるが、30分時間切れ引き分け。この試合は1989年度女子プロレス大賞ベストバウト賞に選ばれた。

1990年
- 6月17日 ジャパン・グランプリ'90に出場。1回戦は豊田の2年先輩の北斗晶に攻め込まれながら、北斗が場外へのプランチャを自爆した際に右膝をフェンスにぶつけ、中の骨が見えるほどの裂傷のためドクターストップ勝ちし準決勝不戦勝のあと、決勝で堀田祐美子を破って初優勝し、一躍スターダムにのし上がる。豊田は2017年の座談会でこの試合を一番覚えている試合と答えている[2]。
- 7月21日 ジャパン・グランプリ優勝者として、大田区体育館のメインイベントでブル中野の保持するWWWA世界シングル王座に挑戦。圧倒的不利と言われる中、デビュー3年に満たないキャリアで当時絶対的な王者に君臨していたブルに正面から挑んだが、10分と持たず敗れる。
- 10月7日、王座決定戦でバイソン木村を日本海式原爆固めで破り、オールパシフィック王座を獲得。

1991年
- 1月11日、川崎市体育館大会のオールパシフィック選手権で北斗の挑戦を受けるも、右肘を痛めて片腕で臨んだ北斗を容赦なく攻め込みTKO（タオル投入）で退け初防衛。試合後、海狼組のパートナーであるみなみ鈴香がマイク・アピールし、挑戦を表明。
- 3月17日 後楽園ホール大会でのみなみ相手の2度目の防衛戦はスピード、テクニックが拮抗した好試合となったが、みなみが先輩の意地を見せだるま式ジャーマン・スープレックス・ホールドに敗れて王座陥落。
- 5月26日 後楽園ホールで、アジャコングとセミファイナルでシングル対決。2人のシングルは1989年3月のルーキー時代以来で、メイン・イベンターとなってからは初の対戦となった。アジャ有利とみられていたが豊田が最後まで食い下がり、30分フルタイム引き分けの激闘となった。
- 9月7日 大宮スケートセンターで宿命の同期ライバル、山田との2度目の大場所でのシングルマッチ。トップロープから場外へのラ・ケブラーダを見せるなど攻め込んだが山田も粘り抜き、30分時間切れ引き分け。

1992年
- IWA世界女子シングル王座を獲得、さらに同期の山田とのタッグでのUWAタッグ王座およびWWWA世界タッグ王座獲得。そして昨年に引き続き、山田とのシングル対決がテーマとなった。
- 1月4日 後楽園ホールで山田と3度目の対決。お互い全く譲らず、5分延長が認められたがそこでも決まらず、再度の5分延長。それでも勝負が決まらず、合計40分間フルタイムの引き分け。これで3試合連続時間切れ引き分け。
- 6月21日 後楽園ホールでのメインイベント、時間無制限一本勝負で山田との4度目の対決。過去3度、ビッグマッチでの引き分け（89.12.9、91.9.7、92.1.4。この他地方でも対戦はあったが全女では通常、いわゆる「大場所」と呼ばれる大会場での対戦回数でカウントする。）を経て完全決着戦に臨んだ。ノンストップの熱戦の末26分20秒、山田が日本海式竜巻原爆固めに対抗するための切り返し技である、初公開となるリバース・ゴリー・スペシャル・ボムで山田が勝利した。敗れた豊田は、IWAベルトと髪の毛を賭けての再戦をマイク・アピール。山田も快く受けて、前代未聞のベビーフェイス同士の髪切りマッチが実現することとなった。
- 7月5日 後楽園ホールでのメインイベントで、ジャパン・グランプリ公式戦、メインイベントでアジャと対戦。場内・場外を縦横に駆使し、後楽園ホールのバルコニーからアジャに投げ落とされそうになるなど激しい攻防が続いたが、最後はトップロープからの前方回転エビ固めでアジャから初フォールを奪取。
- ジャパン・グランプリ'92では決勝に進出するものの、アジャに敗れ準優勝に終わる。
- 8月15日 後楽園ホールのメインイベントで、山田とのIWA選手権および敗者髪切りマッチ。山田はこの日2試合目であり、不利が予想されていたが山田も意地を見せた。最後は2人の対決の定番であるリバース・ゴリー・スペシャル・ボムとジャパニーズ・オーシャン・サイクロン・スープレックス（日本海式竜巻原爆固め）の打ち合い・切り返し合いの末、19分44秒、日本海式竜巻原爆固めで豊田が勝利した。勝ったものの、豊田は山田の髪を切ることを拒み自分の髪にハサミを入れ、泣き崩れ、山田の髪切りを体を張って食い止めようとまでした。いっぽう、山田は堂々と髪切りに応じ、結果として2人の友情はさらに深まることとなった。
- 11月26日 川崎市体育館でのJWPとの団体対抗戦第一弾として、メインイベントで山田敏代と組み、王者として尾崎魔弓・ダイナマイト関西とのWWWA世界タッグ王座の防衛戦を行い、60分3本勝負で激戦の末2-1で王座防衛に成功する。ベスト・バウトを獲得し、対抗戦時代の幕開けを象徴する一戦となった。

1993年
- 対抗戦時代に入ると、尾崎・関西組とのWWWA世界タッグ王座をめぐる攻防、豊田を目標とする若手の福岡晶、テクニシャンのプラム麻里子とのシングルなどが注目された。
- 4月2日 横浜アリーナでの夢のオールスター戦ではメインイベントで山田と組んでFMWの工藤めぐみ・コンバット豊田組と60分1本勝負で対戦した。セミファイナルでの北斗対神取忍戦が伝説的な死闘となったこと、試合途中で午前0時を回り席を立つ観客も多かったこと、初対決となったFMW勢の老獪なファイトと手が合わず、スイングしきれなかったことなどが重なって内容的には不満が残った。最終的には合体のシャトルループ・バスター→驚異的なブリッジでのジャパニーズ・オーシャン・サイクロン・スープレックス・ホールドという必殺フルコースで勝利したものの2人は記者会見を拒否し、豊田だけは控室のドアに顔を伏せて号泣していた。
- 4月11日 大阪府立体育会館のセミファイナルで尾崎・関西組の再度の挑戦を受けて1-2で敗れ、王座を失う。1本目はわずか12秒で山田が関西にフォールされ、3本目は豊田が合体技で尾崎にフォールを喫した。全日本女子プロレスの王座が史上初めて他団体へ流出した歴史的な瞬間であった。
- 6月3日 札幌中島体育センターで、豊田を目標とするJWPの福岡と対戦。ともに長髪、黒いコスチューム、白とシルバーを基調としたリングシューズの美形レスラー同士の対戦だった。ムーンサルトプレス（この試合で、豊田は立っている状態の福岡にも敢行）、ローリング・クレイドル、ぐるぐるパンチ（福岡の得意のムーブ）などを出し合ったが豊田が終始余裕を見せて、ジャパニーズ・オーシャン・スープレックスで勝利を収めた。
- 9月29日 愛知県体育館でLLPWとの対抗戦に参加、山田敏代と組んでハーレー斉藤・半田美希組と対戦し勝利。この時の序盤で半田に見舞ったドロップキックの映像は、角度や照明の関係からか、半田にヒットする際の足の伸び具合やヒットする瞬間の鈍い衝撃音などをよく見聞きすることが出来る。
- 10月9日 東京ベイNKホールでJWPの尾崎とシングル・マッチを行った。パートナーの山田はダイナマイト・関西とシングル・マッチが組まれており、WWWA王座を奪われた2人がシングルでリベンジをはかる機会となった。山田が関西に敗れたが、豊田は尾崎に場外でのジャーマン、ラ・ケブラーダ（なお、この時の飛距離と高さは特筆ものであった）を放つなど気合い十分のファイトを見せた。尾崎も切り返しと一瞬のラッシュで反撃したが、最後はスタミナの切れかけた尾崎を肩に載せ、カメラマンの正面へと180度振り向いて歩いて見せ、ジャパニーズ・オーシャン・サイクロン・スープレックス・ホールドで豊田が勝利。
- 11月28日 大阪城ホールのセミファイナルで山田とのオールパシフィック選手権王座決定戦。4月以降タッグを一時凍結していた2人が翌月のリターン・マッチを控えての対決となった。ライバル対決の集大成となったが最後は山田が30分40秒、リバース・ゴリー・スペシャル・ボムで勝利を収めて王座奪取。負けた瞬間、豊田はマットを叩き、突っ伏したまま悔し涙を流していた。表彰式の後に2人は正座して礼をし、抱き合って健闘をたたえ合った。
- 12月6日 両国国技館のセミファイナルで尾崎・関西組とのリターン・マッチに挑む。この試合は通常と同タイトル戦と異なり、60分1本勝負で行われた。25分33秒、豊田が尾崎をリバースのジャパニーズ・オーシャン・サイクロン・スープレックスの姿勢からマットに叩きつけて王座奪回。

1994年
- 山田とのライバル関係、タッグが解消に向かう。シングル・プレイヤーとしての成長が著しく、山田に代わって新たなライバルとなった井上京子、WWWA王座をめぐるアジャコング、ダイナマイト関西との戦いが中心となっていく。
- 8月24日 日本武道館のセミファイナルで、IWA王者としてオールパシフィック王者である京子とダブル・タイトルマッチ。ジャパニーズ・オーシャン・サイクロン・スープレックスを返されるなど後一歩のところまで追い詰められるが、京子の三角跳びからの雪崩式フロント・スープレックス、ナイアガラ・ドライバーをしのぎ切る。両者フィニッシュ・ホールドを出し尽くした死闘となったが、カウンターでのロープの反動を利用しての飛び付き式高角度回転固めで23分31秒、勝利をもぎ取りシングル二冠王となった。
- 10月9日 川崎市体育館のメインイベントで、京子・井上貴子を相手にしたWWWA世界タッグ王座防衛戦を行い、1-2で敗れ王座から陥落してしまう。
- 11月20日 東京ドーム、憧夢超女大戦でのV☆TOP WOMAN日本選手権トーナメントでは1回戦でアジャと対戦、放送席の机を持ち出し、場外でアジャを机の上に載せてトップロープからボディ・プレスを放ち机を割った。白熱した好勝負となったが最後は17分17秒、アジャの意表を突いたスタイナー・スクリュードライバーに沈む。WWWA王者であり、負けるわけにいかなかったアジャの執念が勝った結果となった。なお、同興行での隠れベストバウトという評価もあった。
- 12月10日 タッグリーグ・ザ・ベスト'94では井上貴子と組んで巴戦の末に優勝。

1995年
- 吉田万里子、伊藤薫、長谷川咲恵と「フリーダム・フォース」を結成。ブリザードYuki（長谷川）とのタッグでWWWA世界タッグ王座にも挑戦した。
- 3月26日 横浜アリーナで、アジャからWWWA世界シングル王座を奪取。アジャに場外の机の上で、机が真っ二つに割れるパイル・ドライバーを食うなど激しく攻め込まれるが耐え抜き、28分10秒、雪崩式→通常型のジャパニーズ・オーシャン・サイクロン・スープレックス・ホールドの連発で王座初戴冠。92年11月から続いたアジャの2年4か月にわたる長期政権を遂に終わらせた。
- 5月7日 後楽園ホールのメインイベントで京子を迎えたWWWA世界シングル防衛戦。全女では10年ぶりとなる60分フルタイムの名勝負を展開する。
- 6月27日 札幌中島体育センターで、アジャに20分越えの死闘の末、アジャのカウンター気味の裏拳でWWWA世界シングル王座を奪回されてしまった。
- 9月2日 日本武道館のメインイベントで、北斗とシングルマッチ。ドームでのアジャ戦と同じ、机割りの場外ボディ・プレスを見せたが北斗も執念を見せて白熱の好試合となった。掟破りの逆ノーザンライト・ボム2連発で北斗からフォールを奪う。
- 9月3日 ジャパン・グランプリ95で、5年ぶり2度目の優勝を果たす。
- 12月4日 両国国技館のメインイベントで、ダイナマイト関西からWWWA世界シングル王座を奪取。2度目の王座に就いた。
- 12月25日 後楽園ホールのメインイベントで、「豊田真奈美クイーンズロード トライアル30」と題して、豊田も30人掛けを敢行し戦い切る。1人1分1本勝負で、アジャらのエース級から最上眞理、納見佳容など当時の前座まで20人が入れ替わり立ち替わり相手となった。戦績は9勝3敗18引き分け。この様子はビデオ『飛翔天女』で見ることができる。

1996年
- 3月31日 横浜アリーナのメインイベントで京子の挑戦を受けたWWWAシングル選手権試合。怪我を抱えており体調は万全ではなかった京子に対して、あえて痛めている右肩を攻めないクリーンな試合を貫いた。94.8.24、95.5.7のタイトル戦同様、お互いに持ち技を出し切る熱戦となったが最後は21分29秒、ジャパニーズ・オーシャン・ボムで京子を沈めた。試合終了後のマイクアピール、表彰式後のインタビューでは京子の健闘を素直に称えた。

2000年
- 1月4日 後楽園ホール大会で堀田を破り、第50代WWWA世界シングル王者となる（3度目の王座獲得）。
- 9月17日 ディファ有明大会で伊藤を挑戦者に迎えたWWWA世界シングル王座防衛戦に敗れる。

2002年
- 2月24日 横浜文化体育館大会で伊藤を破り、第52代WWWA世界シングル王者に返り咲く（4度目の王座獲得）。
- 7月6日 大田区体育館大会で伊藤を挑戦者に迎えてWWWAシングル王座防衛戦に臨むが、敗れて王座転落。豊田は試合後に「ここに私の求める全女イズムはない！」とマイクアピールし、全女を退団することを表明した。
- 7月7日 GAEA JAPANの大阪ドーム・スカイホール大会のメインイベント終了後にアジャの呼びかけで登場し参戦表明をする。
- 10月20日 GAEA JAPANの横浜文化体育館大会で永島千佳世の持つAAAWシングル王座に挑戦し、王座奪取に成功。

2003年
- 1月12日 デビュー同期の山田を挑戦者に迎えてAAAWシングル王座の防衛戦を行い、王座防衛。
- 4月6日 GAEA JAPANの横浜文化体育館大会で里村明衣子を相手にAAAWシングル王座の防衛戦を行い、王座防衛。
- 11月30日 ダイナマイト関西とAAAWシングル王座の防衛戦を行うも敗れ、王座から転落。

2006年
- 4月 ZERO1-MAXのS-ARENA大会に於いて、男女混成出身地別都市対抗戦が行われ、益田市出身同士というよしみで日高郁人とのタッグを結成した。
- 5月28日 JWP認定無差別級王座をエネミーとして初獲得。
- 8月6日 20周年記念興行開催。第1試合からメインイベントまで全5試合に出場した。自主興行とはいえ異例である。

2008年
- 8月10日 OZアカデミー興行でアジャとのリングネーム改名シングルマッチに敗れ、リングネーム改名を余儀なくされたが「自分のことは自分でやる」と新リングネームを「豊田魔波」（魔は尾崎魔弓から取った）と発表し、尾崎軍団入りを表明した[3]。

2009年
- 9月 OZアカデミー興行でアジャの持つOZアカデミー認定無差別級王座に挑戦し、勝利。豊田は「昨年8月にアジャコングにリングネーム（豊田真奈美）を剥奪されたものの、9月21日札幌にて、そのアジャを倒し『OZアカデミー認定無差別級』のベルトを巻いたことにより屈辱は果たした」というマイクアピールを行い、10月11日付けでリングネームを本名に戻し、尾崎軍を脱退した[4]。

2010年
- 9月 北米のインディ団体「チカラ」に遠征。アメリカ初勝利を挙げる。この遠征は現地に住む師匠・山崎五紀の尽力で実現した。

2012年
- 3月20日 アイスリボン後楽園ホール大会で、同団体から選抜された豊田より30歳年下のくるみ（当時小学6年生）とのタッグで藤本つかさ&つくし組の持つインターナショナル・リボンタッグ王座に挑戦するが、敗れる。豊田は王者組のタッグチーム結成のきっかけを作った人物であり、試合後には自ら王者の腰にチャンピオンベルトを巻き健闘をたたえた。
- 9月22日 25周年記念興行を開催。20周年興行同様全5試合に出場。[5]山崎五紀の一夜限りの現役復帰も実現した他、脇澤美穂との対戦後に翌年4月29日のスターダム両国大会で再戦が決まった。

2013年
- 4月13日 我闘雲舞初参戦。山田太郎（666）と対戦してジャパニーズオーシャン・クインビーボム→片エビ固めで勝利[6]し、試合後、山田と意気投合して5月4日の板橋大会で行われた1DAYミックスドタッグトーナメント『ゴーゴー！グリーンカレーコップンカップ』に「POWER ON THE DREAM 2013」として出場[7]。1回戦でよねやまどか（米山香織&円華）と対戦するも、山田が円華の回転エビ固めと米-ZOUの合体→エビ固めで米山からフォールを取られて敗れた[8]。以降、板橋大会のみであるが不定期参戦している。
- 4月29日 スターダム初参戦。両国大会で「全女黄金伝説両国降臨2013」と冠して脇澤美穂と対戦し、バックスライド・フロム・ベノムでフォールを取られて敗れた。なお、この試合はスペシャルリングアナウンサーとして今井良晴（大日本プロレス・元全日本女子リングアナ）が務めた。
- 8月25日 アイスリボン後楽園ホール大会で王者・藤本の指名を受け、ICE×∞王座に挑戦するが終盤の藤本の掟破りとも言えるクインビーボム2連発で敗れた。

2014年
- 乱丸フェスタに参戦。9月21日、志田光＆山下りな＆豊田真奈美 VS 救世忍者乱丸＆浜田文子＆山縣優[9]

2015年
- 乱丸フェスタに参戦。3月21日、男盛 VS 桜花由美＆豊田真奈美。[10]5月4日、VS 太陽塔仮面[11]

2017年
- 3月17日、首と肩の状況が思わしくないということから11月3日の横浜大さん橋ホール大会の30周年興行をもって引退することを発表[12]。5月4日、堀田祐美子自主興行に参戦し、安納サオリ＆万喜なつみ組と対戦（豊田のパートナーは堀田祐美子）。全女魂を伝承した。
- 11月3日、横浜市中区の大さん橋ホールで開催された引退興行「プロレス・豊田真奈美30周年記念興行～飛翔天女引退～」を以って現役を引退した。

2018年
- 3月13日、かねてより状態が悪かった右肩を人工関節に置換する手術を行った[13]。
- 8月26日、アイスリボンスーパーバイザー就任を発表[14]。

2021年
- ブル中野のYouTubeチャンネルぶるチャンネルに3回に渡り出演し、全女時代、現在について語った[15][16][17]。

2022年
- 豊田が週刊プロレスの表紙になっている画像がプリントされているアサヒ「ワンダ モーニングショット」のファミリーマートのプロレス缶が発売[18]。
- 2023年時点では糖質OFFアドバイザーとして活動[19]。

## タイトル歴
全日本女子プロレス
- 第39代、42代、50代、52代WWWA世界シングル王座
- 第96代、98代、103代WWWA世界タッグ王座
- 第18代、27代オールパシフィック王座
- 第12代全日本シングル王座
- 第7代IWA世界女子王座
- 初代UWA世界女子タッグ王座
- ジャパングランプリ - 優勝4回（第6回、11回、14回、15回。歴代最多）
- タッグリーグ・ザ・ベスト - 優勝5回（第8回、9回、11回、14回、16回。個人では歴代最多）

JWP女子プロレス
- 第11代JWP認定無差別級王座
- 第10代JWP認定タッグ王座

GAEA JAPAN
- 第9代AAAWシングル王座
- 第15代AAAWタッグ王座

OZアカデミー女子プロレス
- 第6代OZアカデミー認定無差別級王座
- 第8代、13代OZアカデミー認定タッグ王座

ワールド女子プロレス・ディアナ
- 第3代WWWD世界シングル王座

アイスリボン
- 第24代トライアングルリボン王座

## 人物
- 1987年8月5日、全日本女子プロレスでの対中村幸子戦でデビュー。同期の下田とスイート・ハーツとしてタッグを組んでいたこともある。山田とタッグを組み大活躍したが、1992年には髪切りマッチで対決を行った。シングルマッチタイトルの頂点であるWWWA世界シングル王座まで上りつめ、1990年代の全女の象徴として君臨した。現在もなおマットで活躍を続ける女子プロレス界のトップスター。テクニックは評価が高く、WWEディーヴァからもリスペクトを受けている。ナタリアはサバイバー・シリーズで組みたいレスラーの1人に挙げ、リタは自身のWWE殿堂入り式典のスピーチの中で豊田を称賛した。
- 使う技は難易度が非常に高く、豊田のオリジナル技が他のレスラーに使われることはほとんどない（全く無いわけではないが、身体能力の問題で他人には出来ないことが多い）。オリジナル技には出身地の島根県にあやかって「ジャパニーズ・オーシャン」の名を冠し、いずれも相手の腕をロックした状態で使うのが特徴的である。女子プロレスには男子プロレスの影響が技などの面で少なからず及ぶことがあるが、豊田は全く男子プロレスを見ないタイプであり、その影響は全くといって良いほどなく、むしろ頑として拒否していた程であった。この辺りにも豊田の孤高さが見え隠れする。またどんな勝負事でも本気で勝負する性格であり、手加減はしないと断言している。特にフジテレビの『ラスタとんねるず'94』のジャイアント将棋では、本気さを見せつけとんねるずの木梨憲武扮する憲王と3度に渡り死闘を繰り広げ2勝1敗の成績を残している。同番組の最終回のジャイアント将棋インテグラルでは、全女時代のかつての先輩であるライオネス飛鳥と相撲対決（実質はレスリング勝負）で壮絶な死闘を繰り広げた末に敗れている（豊田は現役選手である自分が引退した飛鳥に敗れたことを大変悔しがった）。
- 試合ではプランチャなどの華麗な飛び技を多用し、「飛翔天女」の異名をとった[20]。ほとんどの飛び技は練習では怖くて飛べず、試合中の勢いに任せて飛んでいるらしい。
- 豊田によると、黒を好む理由は「全ての色を内包した一番派手な色だと思っている」から。一時期コスチュームを赤に変更した理由は当時全女から選手が大量離脱し、残ったレスラーのほとんどが（黒を含む）暗色系のリングコスチュームだったため。
- 極度の打たれ強さとスタミナから「ゾンビ」という異名をとる。女子プロレス界の歴史において打たれ強さは人間離れをしており、全女の先輩である工藤めぐみと双璧をなしている。自分も怪我しそうな技を多く使う割には負傷することが少ないのも特徴。全日本女子プロレスでは対抗戦初期までは場外にマットを敷いていなかったが、他の主力選手達と同様、平気でケブラーダやプランチャ、ミサイルキックを場外に放っていた。
- 体が非常に柔軟である。そのため高い身体能力と合わせ、後述のような難易度の高いオリジナル技を多く持つ。さらに相手の関節技が十分な威力を発揮しないことも多い。
- トップロープから場内、場外へ飛ぶときの決まり文句が「よっしゃ行くぞー!」である。トップロープから場外へ飛ぶ際には、しばしば飛ぶ直前に手を合わせて拝むような格好をしていた。
- あまり周囲の事を気にしない性格から、全女時代は2年ほど同期から無視されていた時期がある。1人1人とは話すが、三田、下田、山田が3人揃うと無視されていた。しかし本人は動じる事はなく、自分に自信があるのと共に人気も実力も上なので気にする事もなかった。
- 才能を中心にプロレスを行ってきたので、体がボロボロになるまで酷使してきたレスラーの1人であり、2017年の座談会で「やっぱり努力した人が最後まで残れるんだなと思って。20年ぐらい前にさかのぼって努力したいもん」と未だに体を鍛えており、元気な下田を羨むと同時に自身の稽古不足を後悔している[2]。
- 女子プロレスラーの豊田紗也夏（旧リングネーム・しゃあ）は姪にあたる[21]。

## エピソード
- 当初、全日本女子プロレスのオーディション合格者の中に名前はなかったが、空手家の山崎照朝が「この子取っといた方が良いよ」と助言し、入門に至った[22]。
- 1993年、山田と豊田による「POWER ON THE DREAM」という曲でCDデビューも果たす（8cmシングルCD「Deep Up!」に収録。ポニーキャニオン）[2]。
- 全日本女子時代の豊田のイメージ・カラーはピンクだったため、ピンク色の紙テープが飛んでいた。コスチュームの色もごく初期を除いてピンク×白→ピンク×黒と変化していき、最終的に黒を基調としたものとなった。一時期赤×金を着ていたが再び黒を基調としたものに変えている。ガウンも黒が基調だったがコスチュームの色を変える以前から赤や白を取り入れている[2]。
- 豊田の証言によると、活躍中の選手や有望株でない限り全女では三禁を破るとすぐに解雇されたという。そうした姿勢を取っていた背景として、当時は選手が掃いて捨てるほどいた[2]。
- 2017年7月にアイスリボン所属の未成年レスラーがケンカ騒動で逮捕されたことについては、「昔はもっと凄いことがあったと思いますよね」と当時を振り返り、ホテルの部屋で寝て次の朝起きたら部屋の前に小便がされていたというエピソードを披露している[2]。
- 北斗を怖い先輩と位置付けているが、一方で北斗、ブル中野、アジャコングといった先輩がいなければチャンピオンベルトを巻くほど強くはなれなかったと感謝している[2]。
- 若手時代の全女では、派閥に基づくケンカがあるとすぐにその当事者同士による試合が組まれるなど虚構ではない争いが繰り広げられた。同じ団体で犬猿の仲の選手同士によるカードは組まれないという現在の常識では考えられない現象であった[2]。

## 得意技
豊田の技は、90年代の女子ならではの華麗な飛び技を得意としていたが、近年になってからは地に足の付いた戦いが主なメインとなっている。
ジャパニーズ・オーシャン・クインビー・ボム
腕をロックしての投げ技でノーザンライト・ボムに近い落とし方をする。現在の豊田のフィニッシュ技。引退後は、高橋奈七永がこの技を継承して使っている。
ジャパニーズ・オーシャン・サイクロン・スープレックス（日本海式竜巻固め）
相手の腕を前で交差させて後ろからその両手を掴みながら股の間に頭を入れ、肩車をしそのまま後ろに倒れてブリッジをしフォールを奪う。豊田のもう一つのフィニッシュ技。対アジャ等、重量のある選手に対してはクラッチしてから抱え上げることがなかなかできなかったため、相手をコーナーポストに座らせてからクラッチして投げる雪崩式を用いていた。女子プロレスゲームのレッスルエンジェルスでは、投げ技系最強の技として位置づけられている。引退後は藤本つかさ、日高郁人 (豊田と同じ益田市出身) がこれを使っている。関連：フィニッシュ・ホールド#論争
ジャパニーズ・オーシャン・スープレックス（日本海式原爆固め）
タイガー・スープレックスのように相手の腕を後ろでロックするがチキンウイングのように外側からロックするのではなく自身の腕をクロスさせ相手の手首を背中側で掴んでロックを解けないようにして後ろに投げる。引退後は、つくしがこの技を継承している。
ジャパニーズ・オーシャン・ボム
リバース・フルネルソンの体勢から相手を持ち上げ、その状態で腕をロックしたままライガーボムの要領でマットに叩きつける。
ジャパニーズ・オーシャン・バックドロップ
相手の後ろから左脇に頭を入れ、相手の左腕を相手の股下から右手で掴みながら相手の左腕の上を通るように相手の右腕を左手で掴み、バックドロップの要領で後ろに投げる技。
フロント・フルネルソン・スープレックス
相手をかがませ、フルネルソンロックを行いそのまま後方になげる。ジャパニーズオーシャン系が完成する前に使用していた。その後、ボム系に発展させた。
プランチャ・スイシーダ
コーナートップから場外の相手へ向かってフライング・ボディ・プレスを仕掛ける技。飛ぶ前に手を叩いて観客を煽り、「よっしゃ行くぞー!」と掛け声を挙げてから飛びかかる。
スワンダイブ式プランチャ・スイシーダ
ロープの反動を利用して走り込み、スワンダイブの要領でトップロープに上り、そのまま場外にプランチャを行う。豊田ならではの跳躍力を生かした、ラ・ケプラーダと並ぶ「飛翔天女」らしさが出ている技。
ドロップキック
若手時代からの豊田の得意技（ただし、トップレスラーになった後も痛め技として多用している）であり、相手が立ち上がったらまたロープに飛んでドロップキックを放ち、を何回も繰り返すムーブが一般的だった。相手をロープに吊り下げる（洗濯物を物干し台にかけるような形）体勢にして放つことも多い。ドロップキックとしては仰向け状態でマットと水平となる形で放ち、背中から着地するタイプ。これは先輩の山崎五紀から継承した型である。その跳躍力、「交通事故」と形容されるほどの破壊力、相手が立ち上がりきらないうちに反復するスピードは女子プロレス史上最高レベルといってよいものであった。打点の高さもさることながら、蹴る瞬間に膝から下を伸ばしきり、下から上へ突き上げるように蹴り抜いていた。なお、発展技としてロープに飛んで高角度回転エビ固めを狙うときに、相手にすかされそうになると相手に足をつかまれる寸前にとっさに技を切り替えドロップキックを放つ、という技は、まさに豊田でしかできない動きであった。
ミサイルキック
コーナーポストの上から高い打点で繰り出すドロップキック。豊田のミサイルキックは、飛距離が他選手と比べるとかなり長い。この他、場外にいる相手に向かって出すこともある。こちらもドロップキック同様、仰向け状態でマットと水平となる形で放ち、背中から着地するタイプ。こちらのスピードも速く、相手が立ち上がりきらないうちにもう一方のコーナーポストに上っているほどであった（シングルの場合は四隅のコーナー全てに上って行うこともあった）。コーナーポストから場外へ向けて行うミサイルキックも圧巻。なお、これらとは逆にコーナーポスト上にいる相手にドロップキックを放って、場外へ蹴り落とすこともしばしば見られた。（この技はみなみ鈴香も使っている。）
ムーンサルトプレス
コーナーポストの上から後ろ向きに270°回転して体を浴びせていく飛び技。初期は精度が低かったが、次第に完成度が増し形の美しさ、力強さなどあらゆる点から見て、もっとも優れたムーンサルトプレスの使い手の1人となった。なお、豊田の場合は場外向きでコーナーに立った時、相手が後ろから迫ってきた場合にこの技の応用で脱出し（相手を飛び越えて背後に立つ）、雪崩式のスープレックスを仕掛けたこともある。豊田のムーンサルトプレスは、この技を使う武藤敬司や小橋建太とは違い、膝に致命的な負傷箇所を持っていない。
ラ・ケブラーダ
コーナーポストと鉄柱の間の金具部分に足をかけ、場外にいる相手に向かって後ろ向きに270°回転して体を浴びせていく飛び技。エプロンからトップロープに上り、スワンダイブ式の要領で場外へ向けて放つこともある。
ローリング・クレイドル
豊田のローリング・クレイドルはとてもスピードがあり、GAORAの紹介で「世界一美しい」と言われたほどである。調子の良いときは20回転以上回すこともあった。対抗戦時代には、福岡晶とローリング・クレイドル合戦を繰り広げた。
ロッキーフェイスボトム（高角度2回転エビ固め)
ロープに振られた反動を利用してかけたり、パワーボム系の返し技としても使用することがある。相手の正面から相手のやや膝上に手をつき、そのまま逆さになって自らの背中を相手の身体正面に合わせると同時に伸び上がり、一瞬逆姿勢の肩車になってから素早く背面にそって前方回転をして瞬時に固める技。技を伝授したのは、ジャガー横田である。
飛び付き式高角度回転エビ固め
ロープに振られ、そのままトップロープに上り反転して回転エビ固めに移行する技。豊田の運動能力の高さがうかがえる技の一つ。
鎌固め
リバース・インディアン・デスロックに捉えたまま、ブリッジしてキャメルクラッチを仕掛ける合わせ技。アントニオ猪木が考案し使用していた。基本的には痛め技かつ見せ技（その見栄えで観客を引き込む技）である。
ビクトリー・スタードロップ
コーナー最上段にリングの外をむかせる形で座らせた相手の胴体を足で挟み込んで後ろに反り返って相手をマットにたたきつける技。この技もしくはこれとほぼ同じ形の技（当初は「ビクトリー・スタードロップ」という言い方は必ずしもしていなかった）で、アジャや関西など重量級の選手を相手に放って効果をあげた。
シャトルループバスター
豊田が山田とのタッグで使用していた合体バックドロップ。ポスト上あるいはロープなどを利用して相手をほぼ一回転させるようにして投げるため、勢い余ってうつぶせになるようにして落ちる（つまり、実質的にはフェースバスターとなる）。だが、回転が中途半端だと相手は頭部からほぼ垂直に落ちることになり、非常に危険な技となってしまう（かつて、アジャと堀田の2人が技の失敗により、頭部からほぼ垂直に落ちている）。
スワンダイブ式セントーン
ブーメラン・アタック
ロープに振られた際にトップロープまたはセカンドロープに飛び乗り、その反動で相手に対してボディアタックを放つ技。相手が頭を屈めてかわした場合には、そのまま飛びついて回転エビ固めに持ち込んでいた。
キャメルクラッチ
うつ伏せ状態になった対戦相手の背中に乗り、首から顎を掴んで相手が海老反り状になるようにする別名「駱駝固め」。豊田の場合、技の最中に相手の鼻に指を突っ込みリング四方の観客やカメラマンに見せつけながら、「オラぁー、撮れ撮れ撮れ!!」と叫ぶのが特徴である。

## 過去使用していた技
マミスペシャル
コーナーの相手を足で引っ掛けて落とす単純明快な技。
ダブルクロスアームサルト
相手の腕を交差させてのダブルアームサルト、1992年の「髪切りデスマッチ」などでつなぎに使っていた。
フロントフルネルソン・スープレックス・ホールド
正面からフルネルソンに決めてそのままブリッジ。長身の三田からカウントスリーを取ったこともある。1990年代初期に使用していた技のひとつ。
タワーハッカー・ボム
アルゼンチン・バックブリーカーの体勢で相手持ち上げ、回転をつけながらライガーボムの要領でマットに叩きつける技。ライオネス飛鳥の得意技で、豊田はそのことを知らずにオリジナル技として開発し使用したがその後、飛鳥の技と同じであることを知り、一度だけ使ったのみで封印している。
パロ・スペシャル
卍固め

## 入場テーマ曲
- 「GRIND」（響野夏子）
- 「Mystic Eyes」（完全版 全日本女子プロレス選手別テーマ曲集）
- 「QUEEN OF QUEENS」（バクバクKissの世界）

## テレビ出演
- ラスタとんねるず'94（1994年） コーナーのひとつ「ジャイアント将棋（GIANT SHOWGI）」（将棋と格闘技を組み合わせたスポーツ格闘技）のプレイヤーとして登場していた。
- めちゃ×2イケてるッ!（2000年‐2005年） コーナーのひとつ、「格闘女神MECHA」にて極楽とんぼ扮する極楽同盟とのプロレス対決でたびたび登場していた。
- 中居正広のミになる図書館（2014年7月29日、テレビ朝日）

## 写真集
- B.Bomb（1996年12月、竹書房）